# Дьюї (округ, Південна Дакота)
Шаблон:StateAbbr_ 45°10′ пн. ш. 100°53′ зх. д. / 45.16° пн. ш. 100.88° зх. д.
Округ  Дьюї (англ. Dewey County) — округ (графство) у штаті  Південна Дакота, США. Ідентифікатор округу 46041.

## Історія
Округ утворений 1883 року.

## Демографія
За даними перепису 
2000 року 
загальне населення округу становило 5972 осіб, усе сільське.
Серед мешканців округу чоловіків було 2923, а жінок — 3049. В окрузі було 1863 домогосподарства, 1387 родин, які мешкали в 2133 будинках.
Середній розмір родини становив 3,66.
Віковий розподіл населення поданий у таблиці:
| Стать    | До 15 років | 15-21 | 22-29 | 30-39 | 40-49 | 50-65 | 65-85 | Понад 85 |
| -------- | ----------- | ----- | ----- | ----- | ----- | ----- | ----- | -------- |
| Чоловіки | 930         | 402   | 271   | 404   | 365   | 335   | 200   | 16       |
| Жінки    | 965         | 378   | 293   | 423   | 375   | 337   | 249   | 29       |

## Суміжні округи
- Корсон — північ
- Волворт — північний схід
- Поттер — схід
- Саллі — південний схід
- Стенлі — південь
- Зібек — захід

## Виноски
1. ↑  US Decennial Census. US Census Bureau. Архів оригіналу за 26 квітня 2015. Процитовано 24 березня 2015.
2. ↑  Historical Census Browser. University of Virginia Library. Архів оригіналу за 11 серпня 2012. Процитовано 24 березня 2015.
3. ↑  Forstall, Richard L., ред. (27 березня 1995). Population of Counties by Decennial Census: 1900 to 1990. US Census Bureau. Архів оригіналу за 28 грудня 2008. Процитовано 24 березня 2015.
4. ↑  Census 2000 PHC-T-4. Ranking Tables for Counties: 1990 and 2000 (PDF). US Census Bureau. 2 квітня 2001. Архів оригіналу (PDF) за 18 грудня 2014. Процитовано 24 березня 2015.
5. ↑  State & County QuickFacts. Бюро перепису населення США. Архів оригіналу за 22 листопада 2015. Процитовано 25 листопада 2013.(англ.) Наведено за англійською вікіпедією.
6. ↑  American FactFinder. Бюро перепису населення США. Архів оригіналу за 21 травня 2008. Процитовано 31 січня 2008.

| США | Це незавершена стаття з географії США. Ви можете допомогти проєкту, виправивши або дописавши її. |